# Cattedrale del Sacro Cuore (Orano)
La cattedrale di Orano, dedicata al Sacro Cuore di Gesù, oggi chiesa sconsacrata, era un tempo la cattedrale cattolica della città di Orano. Costruita tra il 1903 e il 1913, fu inaugurata nel 1918. Venne trasformata nel 1984 in biblioteca regionale e nel 1996 in biblioteca comunale.
Le decorazioni interne si debbono al pittore francese Gaston Casimir Saint-Pierre, (1833-1916).